# Abbazia di Rottenmünster
L'abbazia di Rottenmünster fu tra il 1224 ed il 1802 un monastero cistercense tedesco, con sede nella città di Rottweil.

## Storia
Nel 1221 i cistercensi acquistarono una proprietà a sud della città di Rottweil per erigervi un monastero per la loro congregazione. Terminata la costruzione, il 9 maggio 1224 il monastero prese il nome di Rottenmünster e venne posto sotto la protezione di papa Onorio III e del capitolo generale dei cistercensi. L'abate era a quel tempo l'abate di Salem, Eberhard von Rohrdorf, e la prima badessa di Rottenmünster fu Meisterin Williburgis.
Nel 1237 l'imperatore Federico II di Svevia allo status di abbazia imperiale e trasferì la protezione del monastero e della città di Rottweil sotto la propria ala.
Grazie a donazioni e lasciti le proprietà del monastero tra la Foresta Nera e la Svevia si riunirono e la badessa poté godere anche di un seggio al Reichstag.
Il numero delle monache oscillava tra le 100 e le 20-30 del XIV secolo. Durante il corso della guerra dei Trent'anni il monastero di Rottenmünster come altri in Germania subì saccheggi e ruberie e venne incendiato nel 1643 dalle truppe del duca di Württemberg. Nel 1662 vivevano solo 14 monache nel monastero, salito a 30 nel XVIII secolo.
Nel contesto della mediatizzazione il monastero venne secolarizzato il 23 novembre 1802 e i suoi possedimenti passarono al Württemberg. L'area comprendeva circa 3.000 abitanti e delle entrate annue di circa 30.000 talleri. Alle rimanenti 24 monache fu concesso di rimanere sino alla morte dell'ultima di loro e l'ultima badessa, Juliana Mayer, morì nel 1826. Abbandonato nel 1850 alla morte dell'ultima monaca, Franziska Gaupp, il monastero passò allo stato.
Nel 1898 l'area venne riutilizzata per ospitarvi un ospedale psichiatrico dove ha attualmente sede l'attuale ospedale di San Vincenzo de Paoli.